# Yomi no tsugai
Yomi no tsugai (黄泉のツガイ?) è un manga scritto e disegnato da Hiromu Arakawa, pubblicato da Square Enix sulla rivista Monthly Shōnen Gangan da dicembre 2021. Un adattamento anime prodotto da Bones Film è stato annunciato.

## Trama
Ambientata in un mondo in cui alcuni esseri umani possono controllare un duo di creature soprannaturali chiamate tsugai, la serie segue il viaggio di due gemelli, Yuru e Asa, che sono stati separati fin da piccoli e devono ritrovare la strada l'uno per l'altro. Lungo la strada imparano a conoscere le loro capacità profetiche di controllare tutti gli tsugai e alla fine scoprono che devono unirsi per salvare il mondo dalla distruzione.

## Media

### Manga
La serie è stata annunciata da Square Enix nell'agosto 2021 per celebrare i 20 anni della serie Fullmetal Alchemist. La sua serializzazione è iniziata il 10 dicembre 2021. Il 21 aprile 2022 è stato annunciato che il manga sarebbe uscito in anteprima internazionale in Francia. In Italia la serie è stata annunciata da Panini Comics il 1º aprile 2023 e viene pubblicata sotto l'etichetta Planet Manga nella collana Manga Run a partire dal 13 luglio successivo.

#### Volumi
| 1  | 10 giugno 2022 | ISBN 978-4-7575-7962-0                                                      | 13 luglio 2023 (ed. early access) 27 luglio 2023 (ed. regolare e variant) | ISBN 978-88-287-5281-3 (ed. regolare) ISBN 978-88-287-5006-2 (ed. early access) ISBN 978-88-287-5005-5 (ed. variant) |
| 1  | Capitoli - 1. Asa e Yuru (アサとユル?, Asa to Yuru) - 2. Destra e Sinistra (右と左?, Migi to hidari) - 3. Dera e Hana (デラとハナ?, Dera to Hana) - 4. Ai e Makoto (愛と誠?, Ai to Makoto) |                                                                             |                                                                           | |
| 2  | 12 settembre 2022 | ISBN 978-4-7575-8100-5                                                      | 14 settembre 2023 (ed. early access) 28 settembre 2023 (ed. regolare)     | ISBN 978-88-287-5912-6 (ed. regolare) ISBN 978-88-287-5911-9 (ed. early access)                                      |
| 2  | Capitoli - 5. Jin e Yuru (ジンとユル?, Jin to Yuru) - 6. Il coniglio e la tartaruga (兎と亀?, Usagi to kame) - 7. La famiglia Kagemori e i misteriosi assalitori (影森家と謎の襲撃者?, Kagemori-ke to nazo no shūgeki-sha) - 8. Buone intenzioni e intenti omicidi (誠意と殺意?, Seii to satsui)                |                                                                             |                                                                           | |
| 3  | 10 febbraio 2023 | ISBN 978-4-7575-8401-3                                                      | 9 novembre 2023 (ed. early access) 23 novembre 2023 (ed. regolare)        | ISBN 978-88-287-7517-1 (ed. regolare) ISBN 978-88-287-7167-8 (ed. early access)                                      |
| 3  | Capitoli - 9. Asa e lo "scioglimento" (アサと「解」?, Asa to 「kai」) - 10. Beta e White (ベタとホワイト?, Beta to Howaito) - 11. Dubbi e certezze (疑念と確信?, Ginen to kakushin) - 12. Embrace e Whisper (抱擁と囁き?, Hōyō to sasayaki)                                                                     |                                                                             |                                                                           | |
| 4  | 12 giugno 2023 | ISBN 978-4-7575-8608-6                                                      | 11 gennaio 2024                                                           | ISBN 978-88-287-7639-0                                                                                               |
| 4  | Capitoli - 13. Tenaga e Ashinaga (手長と足長?, Tenaga to Ashinaga) - 14. Ryu e Ken (リュウとケン?, Ryū to Ken) - 15. Fratello maggiore e fratello minore (兄と弟?, Ani to otōto) - 16. L'inserviente e il guaritore (番小物と祈祷師?, Tsugaikomono to kitōshi)                                                  |                                                                             |                                                                           | |
| 5  | 12 settembre 2023 | ISBN 978-4-7575-8786-1                                                      | 11 aprile 2024                                                            | ISBN 978-88-287-8618-4                                                                                               |
| 5  | Capitoli - 17. Daikyo e Shokyo (大凶と小凶?, Daikyō to Shōkyō) - 18. Famiglia e amici (家族と友?, Kazoku to tomo) - 19. Yuru e Danji (ユルとダンジ?, Yuru to Danji) - 20. Asagiri e Yozakura (朝霧と夜桜?, Asagiri to Yozakura)                                                                                 |                                                                             |                                                                           | |
| 6  | 12 gennaio 2024 | ISBN 978-4-7575-8877-6 (ed. regolare) ISBN 978-4-7575-8878-3 (ed. limitata) | 8 agosto 2024                                                             | ISBN 978-88-287-9514-8 (ed. regolare) ISBN 978-88-287-9450-9 (ed. variant)                                           |
| 6  | Capitoli - 21. I Kagemori e gli Shingo (影森と新郷?, Kagemori to Shingō) - 22. Il sicario e il caffè (刺客とコーヒー?, Shikaku to Kōhī) - 23. Bambini che piangono e cattivi bambini (泣く子と悪い子?, Naku ko to warui ko) - 24. Fujin e Raijin (風神と雷神?, Fūjin to Raijin)                                 |                                                                             |                                                                           | |
| 7  | 11 maggio 2024 | ISBN 978-4-7575-9184-4                                                      | 12 dicembre 2024                                                          | ISBN 979-12-21904-70-3                                                                                               |
| 7  | Capitoli - 25. Katana e arco (刀と弓?, Katana to yumi) - 26. Fuggitivi e inseguitori (逃亡者と追跡者?, Tōbōsha to tsuisekisha) - 27. L'assassino e la sistematrice (殺し屋と始末屋?, Koroshiya to shimatsuya) - 28. Gli zashiki-warashi e Higashimura (ザシキワラシと東村?, Zashikiwarashi to Higashimura)      |                                                                             |                                                                           | |
| 8  | 12 settembre 2024 | ISBN 978-4-7575-9412-8                                                      | 10 aprile 2025                                                            | ISBN 979-12-21915-42-6                                                                                               |
| 8  | Capitoli - 29. I fratelli Kagemori e i fratelli Kuroya (影森兄弟と黒谷姉弟?, Kagemori kyōdai to Kurotani kyōdai) - 30. Emozioni e ragione (情と理?, Jō to kotowari) - 31. Higashimura e Nishinomura (東村と西ノ村?, Higashimura to Nishinomura) - 32. Becchini e spazzini (墓掘りと掃除屋?, Hakahori to sōjiya) |                                                                             |                                                                           | |
| 9  | 12 marzo 2025 | ISBN 978-4-7575-9733-4                                                      | —                                                                         | — |
| 9  | Capitoli - 33. (火と水?, Hi to mizu) - 34. (萌えT男とジャージ女?, Moe Tī otoko to jāji onna) - 35. (死と再生?, Shi to saisei) - 36. (親父と息子?, Oyaji to musuko) |                                                                             |                                                                           | |
| 10 | 11 luglio 2025 | ISBN 978-4-7575-9950-5                                                      | —                                                                         | — |
| 10 | Capitoli - 37. (再会と再訪?, Saikai to saihō) - 38. (期待と絶望?, Kitai to zetsubō) - 39. (功名心と焦燥感?, Kōmyōshin to shōsōkan) - 40. (裏と表?, Ura to hyō) |                                                                             |                                                                           | |

##### Capitoli non ancora in formatotankōbon
Questa lista è suscettibile di variazioni e potrebbe essere incompleta o non aggiornata.

- 41.  (秘密と沈黙?, Himitsu to chinmoku)
- 42.  (襲撃と逆襲?, Shūgeki to gyakushū)
- 43.  (天と地?, Ten to chi)

### Anime
Un adattamento televisivo anime è stato annunciato nel luglio 2025 al panel di Crunchyroll durante l'Anime Expo. Masahiro Andō dirige l'anime presso Bones. Noboru Takagi supervisiona la sceneggiatura della serie, Nobuhiro Arai cura il character design mentre Kenichiro Suehiro compone la colonna sonora. Crunchyroll trasmetterà la serie in streaming.

## Accoglienza
Francesco Cacciatore di Screen Rant ha nominato Yomi no tsugai uno dei migliori manga debuttanti nel 2021, evidenziando l'enorme potenziale del fumetto. Egli lo ha anche paragonato al manga Demon Slayer - Kimetsu no yaiba di Koyoharu Gotōge, perché entrambe le serie hanno come protagonisti un fratello e una sorella. Carlyle Edmunson ha paragonato il concetto di "Tsugai" a quello degli Stand visti nella serie Le bizzarre avventure di JoJo di Hirohiko Araki.